# Stanisław Hebanowski (architekt)
Stanisław Hebanowski (ur. 28 marca 1820, zm. 13 lutego 1898) – polski architekt.

## Życiorys
Jego ojciec był profesorem gimnazjum klasycznego. Początkowo uczył się zawodu w prywatnej szkole u Antoniego Krzyżanowskiego. W latach 1842–1844 studiował w Akademii w Berlinie, a następnie w Paryżu. Przed rokiem 1855 powrócił do Poznania i rozpoczął pracę jako prywatny architekt i budowniczy. W jego projektach widoczne są wpływy renesansu włoskiego i francuskiego. Do wnętrz wprowadził dekoracje barokowo-rokokowe.
Dla Hipolita Cegielskiego zaprojektował willę przy ul. Podgórnej oraz fabrykę. Z zabudowań zakładów Cegielskiego, przy ul. Strzeleckiej, zachował się do dzisiaj kantor z wieżą.
W Poznaniu znana jest tylko jedna kamienica wybudowana przez Hebanowskiego. Kamienicę tę, przy ulicy św. Marcina, wybudował dla siebie, w spółce finansowej z lekarzem Teofilem Mateckim. Kamienica graniczyła z dawnym cmentarzem kościoła św. Marcina, gdzie w roku 1859 odsłonięto pomnik Adama Mickiewicza. Kamienica stanowiła z lewej strony tło dla pomnika.
W 1872 roku Hebanowski wykonał projekt Teatru Polskiego. Stanisław Hebanowski był również członkiem rady miejskiej.
Został pochowany na cmentarzu w Gieczu, którego był właścicielem.

## Architektura
Jego klientami byli jednak głównie polscy ziemianie. W Wielkopolsce zachowało się wiele budowli projektowanych przez Hebanowskiego:
- Pałac w Łęknie (1857)
- Kaplica Kalksteinów w Chełmży (1858–1862)
- Pałac w Dusinie (1865)
- Pałac Potworowskich w Kosowie (1866)
- Kościół św. Katarzyny w Brodnicy (1867–1874)
- Pałac w Posadowie (1870)
- Pałac w Tarcach (1871)
- Pałac w Nowej Wsi (1874–1876)
- Pałac w Mystkach (1877)
- Pałac w Biezdrowie (1877)
- Zespół pałacowo-parkowy w Potulicach

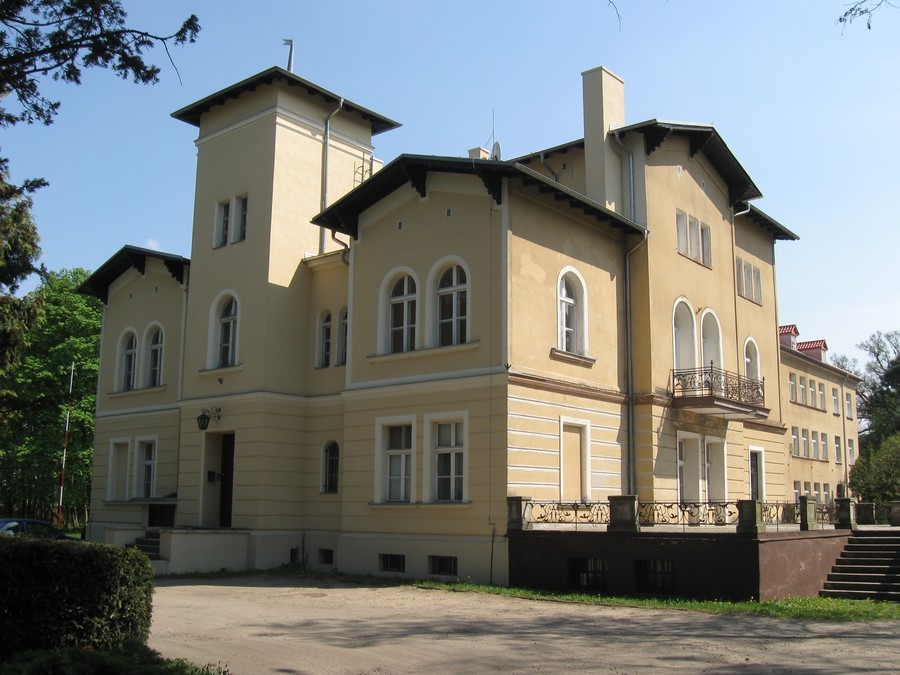
Pałac w Łęknie
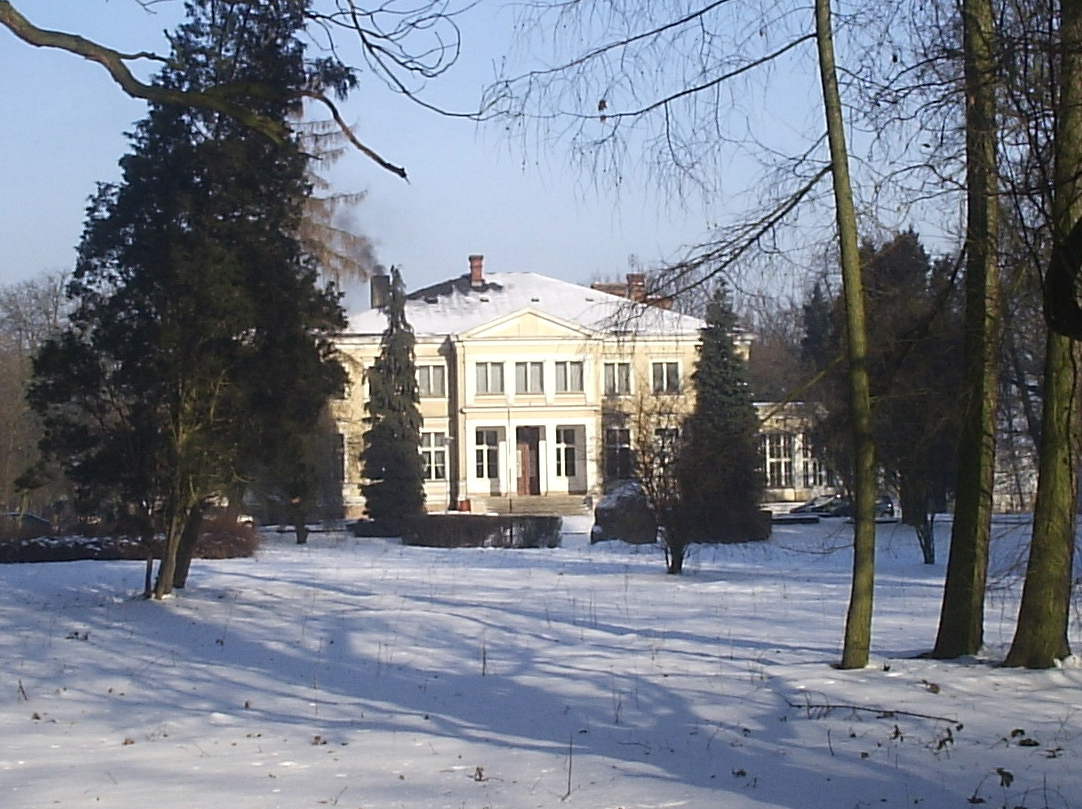
Pałac w Kosowie
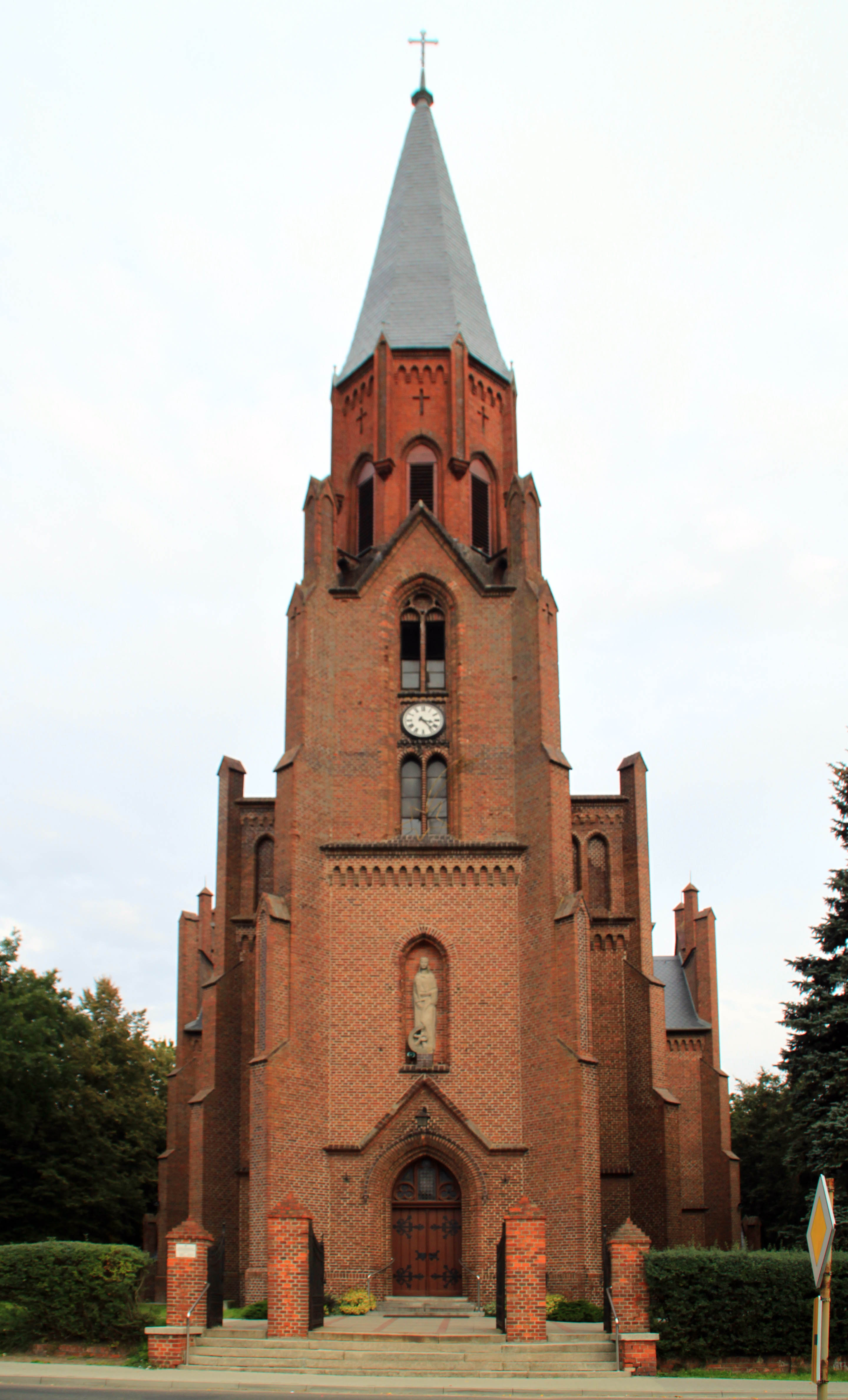
Kościół św. Katarzyny w Brodnicy
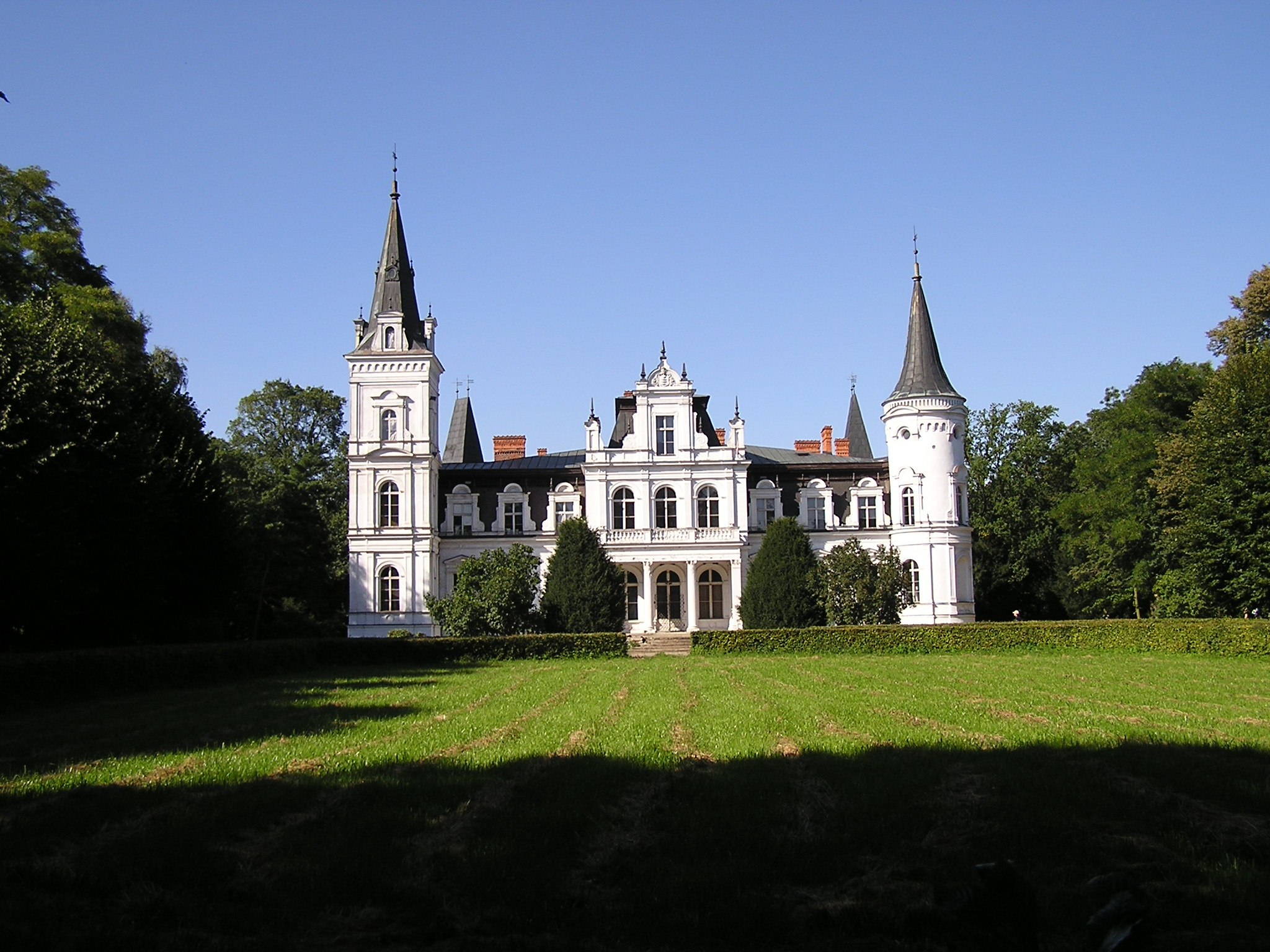
Pałac w Posadowie